# 張輝 (弘治進士)
張輝（1457年—？），字蘊之，直隸池州府石埭縣人，民籍，明朝政治人物。

## 生平
成化二十二年（1486年）丙午科應天府鄉試第五十三名舉人。弘治三年（1490年）中式庚戌科會試第一百十四名，三甲第一百八十一名進士。累官福建按察司佥事。

## 家族
曾祖張德邵；祖父張昇；父張望，監生。母邵氏。具慶下。